# Osa (tổng)
Osa là một tổng trong tỉnh Puntarenas, Costa Rica. Tổng này có diện tích 1930,24 km², dân số năm 2008 là 29547 người..